# Landinspektørnævnet
Landinspektørnævnet er et uafhængigt klagenævn, der er nedsat af miljøministeren for at behandle klager over en beskikket landinspektørs arbejde. Reglerne om nævnet fremgår af landinspektørlovens § 9. Nævnet består af en landsdommer, en repræsentant fra de praktiserende landinspektører samt en repræsentant fra Geodatastyrelsen. De to sidstnævnte skal være beskikket landinspektør.
Nævnet har mulighed for at tildele en landinspektør en sanktion. Det kan være en irettesættelse, bøde op til 55.000 kr. eller en frakendelse af beskikkelsen (enten midlertidig eller indtil videre). I perioden fra 2012-14 modtog nævnet i gennemsnit 13 klagesager om året, hvor der i 25 pct. af tilfældene blev tildelt en sanktion til landinspektøren.